# Idiops opifex
Idiops opifex (лат.) — вид мигаломорфных пауков рода Idiops из семейства Idiopidae.

## Распространение
Южная Америка (Французская Гвиана).

## Описание
Пауки среднего размера, длина около 1 см. Карапакс и ноги коричневые, брюшко темно-серое. Самка Idiops opifex отличается от таковой всех других неотропических видов рода, за исключением Idiops rastratus и Idiops duocordibus, наличием бугорков на всей вентральной стороне максилл. Отличается от I. rastratus несклеротизированным основанием сперматеки и от I. duocordibus сферическими рецептакулами. Тазики ног без шипов. Хелицеры с продольным рядом крупных зубцов и ретролатеральным рядом меньших зубцов, ретролатеральные зубцы занимают базальную треть хелицер. Ноги с тремя коготками на лапках. Брюшко овальной формы. Передние боковые глаза (ALE) расположены рядом с кромкой клипеального края.